# Soberano 2 - A Heroica Conquista do Mundial de 2005
Soberano 2 - A Heroica Conquista do Mundial de 2005 é um longa-metragem brasileiro que conta a história do título mundial conquistado pelo São Paulo Futebol Clube. O filme tem depoimentos reveladores dos atletas que conduziram o time a essa conquista e as histórias impagáveis de torcedores 'tricolores. A trilha sonora foi feita por Luiz Macedo, da Jukebox, e conta com canções do cantor Nando Reis.

## Sinopse
Chegar ao Japão já é difícil. Só quem vence uma Libertadores carimba o passaporte. Depois de uma semifinal angustiante, o São Paulo volta a decidir um título mundial com um gigante europeu, o Liverpool, que ganhara a Champions de forma quase milagrosa, virando um jogo que terminou em 3 a 0 no primeiro tempo. Um time que não só não perdia como nem gol tomava. Como furar uma defesa que estava há 11 partidas sem levar um único gol? Como um time de baixinhos venceria os gigantes? Como ir além do Santos de Pelé e virar tricampeão mundial? Alguns apelariam para mandingas, outros para o anti-jogo. Outros ainda tentariam a contratação de um supercraque de última hora. O São Paulo resolveu fazer o que sempre fez: jogou futebol. Treinou, estudou, suou. E entrou em campo de peito aberto, jogando bola. Para uma partida que começou com uma grande alegria e, com o tempo, foi se tornando épica. Pela luta de uma defesa incansavelmente assediada. Pelo brilho de um goleiro inacreditável que colocou na ponta de suas luvas todo o amor de mais de uma década por seu clube. Por uma torcida que sofreu junto, de perto e à distância, e nunca parou de apoiar. Até render o mundo e impor novas cores ao planeta: vermelho, preto e branco. O mundo era tricolor, e o tricolor era tricampeão. Soberano.
SOBERANO 2 – A HERÓICA CONQUISTA DO MUNDIAL DE 2005 é um documentário longa-metragem que revive esse inesquecível campeonato. Feito pela mesma equipe de tricolores apaixonados que realizou "Soberano - Seis Vezes São Paulo", o filme levará aos cinemas do Brasil as imagens inesquecíveis e aquelas que jamais foram vistas; os depoimentos reveladores dos craques que conduziram o time a essa conquista e as histórias impagáveis da torcida que não pára de crescer. Feito por, para e com são-paulinos, SOBERANO 2 não vai apenas contar uma história, mas reviver nas telas a majestade dos gramados, trazendo de volta a emoção da torcida que tem a alegria de apoiar o time mais vencedor do país do futebol. Soberano 2 – porque esse reino é nosso.

## Escolha do pôster
Como no primeiro filme Soberano - Seis vezes São Paulo, a escolha do pôster oficial do filme ficou por conta da torcida.